# Bijilo Beach
Bijilo Beach ist ein Strand im westafrikanischen Gambia.

## Geographie
Bijilo Beach liegt in der West Coast Region im Distrikt Kombo North. Als Bijilo Beach wird der Strandabschnitt zum Atlantischen Ozean bei dem Ort Bijilo bezeichnet. Der Strandabschnitt liegt nördlich des Brufut Beachs und südlich des Kololi Beachs.
2001 wurde über illegalen Abbau von Sand berichtet, der einzige legale Ort für den Abbau von Sand ist bei Kartong. Der illegale Abbau von Sand fördert die Küstenerosion. Am Bijilo Beach ist der Abbau von Sand seit 1996 verboten.